# Bandeirante (Santa Catarina)
Bandeirante es un municipio brasileño del estado de Santa Catarina. Tiene una población estimada al 2022 de 3 144 habitantes. Pertenece a la Región metropolitana del Extremo Oeste.

## Toponimia
El nombre Bandeirantes es en honor a los exploradores de la época.

## Historia
Las primeras familias en habitar la localidad se establecieron desde 1944, cuando descendientes italianos y alemanes de Río Grande del Sur colonizaron el lugar. bandeirante fue elevado a distrito de  el 27 de diciembre de 1956, y se emancipó el 29 de septiembre de 1995.